# Gerhard Brosi
Gerhard Brosi (* 8. August 1943 in Kirchberg an der Murr; † 3. April 1984 in Mannheim) war ein deutscher Politiker der SPD. 
Brosi absolvierte ein Studium zum Volks- und Realschullehrer und ein Studium der Rechts- und Sozialwissenschaften, welches er 1972 abschloss. Danach war er bis 1980 wissenschaftlicher Mitarbeiter bei der Studiengruppe für Systemforschung in Heidelberg und bei der Gesellschaft für Kernforschung in Karlsruhe. Ab 1980 Fachhochschullehrer wurde Brosi 1983 Professor.
Er war Mitglied der Gewerkschaft Öffentliche Dienste, Transport und Verkehr und der Arbeiterwohlfahrt. Seit 1969 SPD-Mitglied wurde er 1974 Vorsitzender des Kreisverbandes der SPD in Heidelberg. Ab 1977 war er Mitglied des SPD-Landesvorstands und ab 1981 Präsidiumsmitglied des SPD-Landesvorstands von Baden-Württemberg. 1983 zog er über die Landesliste Baden-Württemberg in den Bundestag ein und war dann bis zu seinem Tode Mitglied des Deutschen Bundestages. 